# Зорьян, Ника
Ни́ка Зо́рьян (словен. Nika Zorjan; род. 3 декабря 1992) — словенская поп-певица.

## Биография

### Ранние годы
Ника Зорьян родилась и выросла в небольшой деревне Петаньцы в 7 км от города Мурска Собота на востоке Словении. С самого детства Нику окружала музыка. Её дедушка Леопольд (Leopold) играет на гармони, а отец Янез (Janez) — гитарист в группе «Nova Legija». Сама Ника играет на фортепиано.

### Карьера
Широкой публике Ника Зорьян стала известна в 2010 году, появившись в шоу «Slovenija ima talent» (словенский аналог «Минуты славы»). Позднее она приняла участие в национальном отборе песни на конкурс Евровидение 2012. Преодолев этап прослушивания и трёхмесячный марафон телепроекта «Misija Evrovizija», Ника заняла третье место, уступив сёстрам Прусник и Еве Бото. По окончании шоу развитием карьеры молодой певицы занялся известный словенский продюсер и композитор Raay. В январе 2012 года была записана песня «Čas za nas», а в марте были закончены съёмки клипа. Новая песня Ники завоевала успех: «Čas za nas» заняла первое место и продержалась 23 недели в хит-параде «Anteninih 30». Позднее, песня была номинирована на премию «Eurodanceweb Award 2012» от Словении.
17 августа была закончена запись второго сингла певицы под названием «Problemom sredinc», музыку и аранжировку для которой написал Raay, а текст — Тина Пиш (Tina Piš). Премьера песни состоялась 4 сентября в эфире «Radio Antena», а официальная презентация — 7 сентября на фестивале «Ritem mladosti» в Любляне. Видеоклип на эту песню впервые представлен публике 23 октября на одном из словенских интернет-порталов.

## Дискография

### Синглы
| Год  | Название                                      | Наивысшие позиции | Наивысшие позиции | Альбом |
| Год  | Название                                      | Top Slovenija     | Anteninih 30      | Альбом |
| ---- | --------------------------------------------- | ----------------- | ----------------- | ------ |
| 2009 | «Waste No Time»                               | —                 | —                 | TBA    |
| 2010 | «EKG»                                         | —                 | —                 | TBA    |
| 2012 | «Čas za nas»                                  | 17                | 1                 | TBA    |
| 2012 | «Problemom sredinc»                           | 15                | 3                 | TBA    |
| 2012 | «Nekaj v zraku» (совместно с Tangels и Април) | 1                 | 16                | TBA    |
| 2013 | «Nasmeh življenja»                            | —                 | 7                 | TBA    |

### Видеоклипы
| Год  | Название            | Альбом | Режиссёр(ы)      |
| ---- | ------------------- | ------ | ---------------- |
| 2012 | «Čas za nas»        | TBA    | Niko Karo, Skoky |
| 2012 | «Problemom sredinc» | TBA    | Niko Karo        |
| 2013 | «Nasmeh življenja»  | TBA    | Niko Karo        |

## Награды и достижения
| Год  | Мероприятие         | Номинированная работа                                | Результат |
| ---- | ------------------- | ---------------------------------------------------- | --------- |
| 2012 | «Misija Evrovizija» | Национальный отбор на конкурс песни Евровидение 2012 | 3 место   |
| 2012 | Eurodanceweb Award  | «Čas za nas»                                         | 34 место  |